# Джесика Адамс
Джесика Адамс, Доктор по медицина, (на английски: Jessica Adams, M.D.) е измислен персонаж от медицинската драма „Хаус“. Ролята се изпълнява от Одет Анабел. В българския дублаж Адамс се озвучава от Ани Василева.